# Чимоне (гора)
Чимоне (італ. Monte Cimone) — гора в Італії на території Апеннін заввишки 2165 м. Найвища точка Північних Апеннін.
Лежить у провінції Модени. Гора є одним із найпопулярніших туристичних місць цієї частини Італії.
На вершину веде підйомник, біля самої вершини розташована метеорологічна станція.